# حوزه علمیه تهران

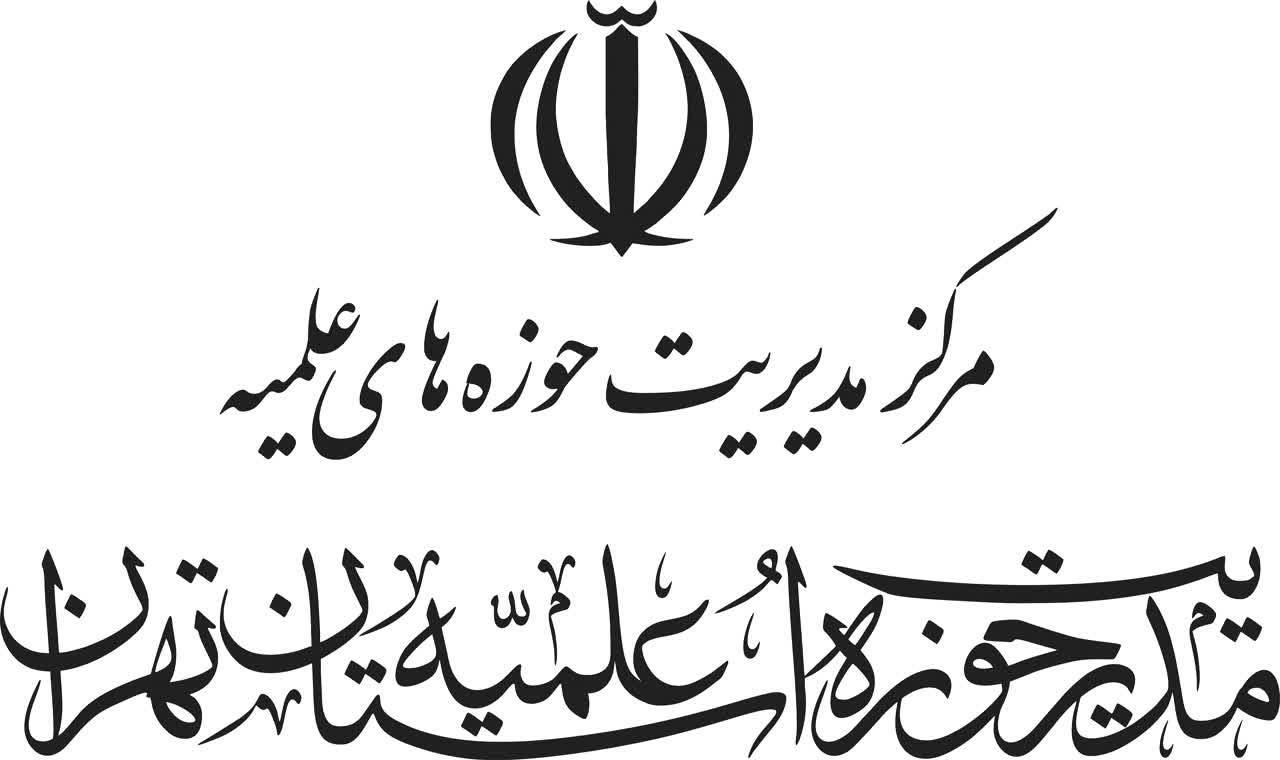

حوزه علمیه تهران یکی از حوزه‌های علمیه بزرگ ایران است، که مدیریت تمامی مدارس علمیه استان تهران، را برعهده دارد.

## مدیریت
مدیر حوزه علمیه تهران محمدهادی رحیمی صادق است، و رئیس شورای این حوزه علی‌اکبر رشاد می‌باشد.
مرکز مدیریت مدارس آن، در خیابان پیروزی  خیابان دوم نیرو هوایی فرعی ۲/۳۱ در شرق تهران است.

### مدارس زیر مجموعه
حوزه علمیه تهران شامل ۷۰ مدرسه علمیه و مرکز تخصصی است.
مشهورترین و مهم‌ترین آن‌ها عبارتند از: جامعه علمیه امیر المؤمنین (صفحه)، مجتهدی، حق‌شناس(فیلسوف الدوله)، مروی،سپهسالار،امام خمینی، انصارالمهدی، دارالسلام و الغدیر
مدرسه علمیه نورالصفیا نورالاصفیا

## اهمیت
این حوزه با داشتن دروس خارج مدرسان و مجتهدان شیعی که از مهم‌ترین آن ها درس خارج فقه سید علی خامنه‌ای است؛ هم‌اکنون از مهمترین مراکز حوزوی در ایران می‌باشد.
حوزه تهران در گذشته حلقهٔ واسط میان دیگر حوزه‌ها مانند نجف و کربلا و اصفهان و حوزه‌های دیگر شهرستان‌های ایران بوده‌است.
محمدحسن آشتیانی، ملا علی کنی، شیخ فضل‌الله نوری، محمدتقی آملی، محمدعلی شاه‌آبادی، سید احمد خوانساری، مهدی الهی قمشه‌ای و ابوالحسن شعرانی دیگر علمای مشهور حوزه علمیه تهران بوده‌اند.
مطالعه زندگی علمای تهران نشان می‌دهد که از طالبان علوم حوزوی که بدین حوزه می‌آمدند، برخی به تدریس در سطوح عالی اشتغال می‌ورزیدند و احیاناً در جای‌گاه مرجع و ریاست عامه مسلمانان انجام وظیفه می‌کردند.

## تاریخچه

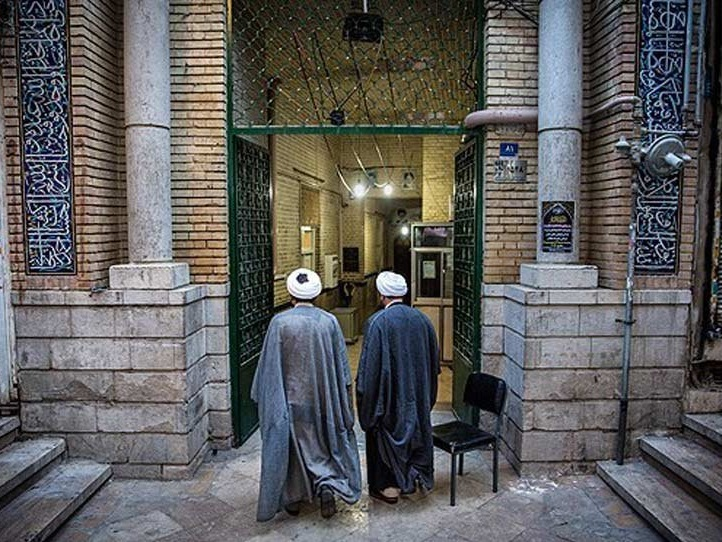
مدرسه علمیه مروی، قدیمی‌ترین مدرسه حوزه علمیه تهران

پس از آن‌که آقامحمدخان قاجار در سال ۱۲۰۰ (قمری) تهران را به پایتختی ایران برگزید و پس از گسترش  شهر از زمان فتحعلی شاه (۱۲۱۲–۱۲۵۰) به این سو، مدارس و نیز مساجد فراوانی در این شهر بنا شد.
در پی‌گیری سیاست توسعه تهران، در دوره محمدشاه و به ویژه با صدارت حاجی میرزا آقاسی، فضلای حوزه‌های دیگر، برای رونق تهران به مهاجرت به این شهر تشویق شدند.
بدین ترتیب با روی آوردن علما و طلاب علوم دینی به تهران، که در مجاورت شهر مذهبی ری، آرامگاه عبدالعظیم حسنی قرار دارد حوزه علمی بزرگی در پایتخت جدید ایران پی افکنده شد که به سرعت پیشرفت کرد.
تداوم مدرسه‌سازی در سرتاسر دوره قاجار در این شهر و نیز جمعیت روزافزون طلاب تهران گواه این پیشرفت است.
بنا بر یک گزارش آماری، در دوره ناصرالدین شاه قاجار (۱۲۶۴–۱۳۱۳)، ۴۷ باب مسجد، که بسیاری از آن‌ها مدرسه نیز داشته‌اند، ۳۵ باب مدرسه و ۱۴۳۶ طلبه به ثبت رسیده‌است.
دوره مظفرالدین شاه (۱۳۱۳–۱۳۲۴) انجمن طلاب مشروطه‌خواه، که از تشکل‌های حوزوی بود، بیش از هزار عضو داشت.
از آن دوره، حوزه تهران یکی از مهم‌ترین حوزه‌های علمیه ایران شد، و طلاب علوم دینی از بسیاری از شهرهای ایران برای تحصیل به تهران می‌آیند.

### فعالیت‌ها
ادبیات عرب و ادبیات فارسی، فقه و اصول فقه، فلسفه و عرفان، تفسیر قرآن و دیگر دانش‌های کاربردی چون طب و ریاضیات و نجوم از علومی اند که در حوزه علمیه تهران تدریس می‌شوند.
حوزه علمیه تهران در مسائل سیاسی همچون نهضت تنباکو، جنبش مشروطه خواهی، مخالفت با اقدامات رضاشاه، نهضت ملی‌شدن نفت، قیام پانزده خرداد و انقلاب اسلامی ایران نیز فعال بود.